# Seitaure
Seitaure är en sjö i Jokkmokks kommun i Lappland och ingår i Luleälvens huvudavrinningsområde. Sjön har en area på 0,66 kvadratkilometer och ligger 342 meter över havet. Sjön avvattnas av vattendraget Kaltisbäcken.

## Delavrinningsområde
Seitaure ingår i det delavrinningsområde (740660-170821) som SMHI kallar för Utloppet av Seitaure. Medelhöjden är 358 meter över havet och ytan är 3,34 kvadratkilometer. Räknas de 3 avrinningsområdena uppströms in blir den ackumulerade arean 34,89 kvadratkilometer. Kaltisbäcken som avvattnar avrinningsområdet har biflödesordning 2, vilket innebär att vattnet flödar genom totalt 2 vattendrag innan det når havet efter 171 kilometer. Avrinningsområdet består mestadels av skog (67 procent). Avrinningsområdet har 0,66 kvadratkilometer vattenytor vilket ger det en sjöprocent på 19,7 procent.